# 上海城廂內外總工程局
上海城廂內外總工程局（英語：Shanghai General Works Board）是晚清上海於1905年成立的一個由紳商主持的自治組織，其名稱的“工程局”得名于上海公共租界的自治市政機構工部局。總工程局是上海第一個華人地方自治組織，是上海地方自治的起點，也是中國第一個市政議會組織。其职权仅限于上海城厢内外的城市区域。
1905年，籬懷珠、李平書、葉佳棠、姚文枏、莫錫綸等五位士紳，向上海道台請求設立該組織，獲得道台讚同。於是在該年11月正式成立。
其組織包括兩部分，一是負責決議的議會，以及負責執行的參事會。議會有33個議員，包括議長一人，成員由知縣從各產業的會館、公所代表、各善堂、書院的董事中選出。
上海城廂內外總工程局的設立，代表上海紳商從晚清以來實際參與各種市政事務，轉變為由政府認可的公共權力。
1909年1月，清朝通過了相關法規《城鎮鄉地方自治章程》，上海城廂內外總工程局於是按規定改組為上海城自治公所，但主要的組織和成員變化不大。1911年11月，上海城自治公所改组为上海市政厅。1914年3月，上海市政厅停办。有觀點認為，從上海城廂內外總工程局成立至上海市政厅停办這段時間為「上海地方自治运动」。